# Lijst van valdeurspinnen (Idiopidae)
Deze pagina beschrijft alle soorten uit de familie der valdeurspinnen (Idiopidae).

## Aganippe
Aganippe O. P.-Cambridge, 1877
- Aganippe bancrofti (Rainbow, 1914)
- Aganippe berlandi Rainbow, 1914
- Aganippe castellum Main, 1986
- Aganippe cupulifex Main, 1957
- Aganippe modesta Rainbow & Pulleine, 1918
- Aganippe montana Faulder, 1985
- Aganippe occidentalis Hogg, 1903
- Aganippe pelochroa Rainbow & Pulleine, 1918
- Aganippe planites Faulder, 1985
- Aganippe rhaphiduca Rainbow & Pulleine, 1918
- Aganippe robusta Rainbow & Pulleine, 1918
- Aganippe simpsoni Hickman, 1944
- Aganippe smeatoni Hogg, 1902
- Aganippe subtristis O. P.-Cambridge, 1877
- Aganippe winsori Faulder, 1985

## Anidiops
Anidiops Pocock, 1897
- Anidiops manstridgei Pocock, 1897
- Anidiops villosus (Rainbow, 1914)

## Arbanitis
Arbanitis L. Koch, 1874
- Arbanitis beaury Raven & Wishart, 2006
- Arbanitis longipes (L. Koch, 1873)
- Arbanitis robertcollinsi Raven & Wishart, 2006

## Blakistonia
Blakistonia Hogg, 1902
- Blakistonia aurea Hogg, 1902
- Blakistonia exsiccata (Strand, 1907)
- Blakistonia rainbowi (Pulleine, 1919)

## Cantuaria
Cantuaria Hogg, 1902
- Cantuaria abdita Forster, 1968
- Cantuaria allani Forster, 1968
- Cantuaria aperta Forster, 1968
- Cantuaria apica Forster, 1968
- Cantuaria assimilis Forster, 1968
- Cantuaria borealis Forster, 1968
- Cantuaria catlinensis Forster, 1968
- Cantuaria cognatus Forster, 1968
- Cantuaria collensis (Todd, 1945)
- Cantuaria delli Forster, 1968
- Cantuaria dendyi (Hogg, 1901)
- Cantuaria depressa Forster, 1968
- Cantuaria dunedinensis Forster, 1968
- Cantuaria gilliesi (O. P.-Cambridge, 1878)
- Cantuaria grandis Forster, 1968
- Cantuaria huttoni (O. P.-Cambridge, 1879)
- Cantuaria insulana Forster, 1968
- Cantuaria isolata Forster, 1968
- Cantuaria johnsi Forster, 1968
- Cantuaria kakahuensis Forster, 1968
- Cantuaria kakanuiensis Forster, 1968
- Cantuaria lomasi Forster, 1968
- Cantuaria magna Forster, 1968
- Cantuaria marplesi (Todd, 1945)
- Cantuaria maxima Forster, 1968
- Cantuaria medialis Forster, 1968
- Cantuaria minor Forster, 1968
- Cantuaria myersi Forster, 1968
- Cantuaria napua Forster, 1968
- Cantuaria orepukiensis Forster, 1968
- Cantuaria parrotti Forster, 1968
- Cantuaria pilama Forster, 1968
- Cantuaria prina Forster, 1968
- Cantuaria reducta Forster, 1968
- Cantuaria secunda Forster, 1968
- Cantuaria sinclairi Forster, 1968
- Cantuaria stephenensis Forster, 1968
- Cantuaria stewarti (Todd, 1945)
- Cantuaria sylvatica Forster, 1968
- Cantuaria toddae Forster, 1968
- Cantuaria vellosa Forster, 1968
- Cantuaria wanganuiensis (Todd, 1945)

## Cataxia
Cataxia Rainbow, 1914
- Cataxia babindaensis Main, 1969
- Cataxia bolganupensis (Main, 1985)
- Cataxia cunicularis (Main, 1983)
- Cataxia dietrichae Main, 1985
- Cataxia eungellaensis Main, 1969
- Cataxia maculata Rainbow, 1914
- Cataxia pallida (Rainbow & Pulleine, 1918)
- Cataxia pulleinei (Rainbow, 1914)
- Cataxia spinipectoris Main, 1969
- Cataxia stirlingi (Main, 1985)
- Cataxia victoriae (Main, 1985)

## Ctenolophus
Ctenolophus Purcell, 1904
- Ctenolophus cregoei (Purcell, 1902)
- Ctenolophus fenoulheti Hewitt, 1913
- Ctenolophus heligmomeriformis Strand, 1907
- Ctenolophus kolbei (Purcell, 1902)
- Ctenolophus oomi Hewitt, 1913
- Ctenolophus pectinipalpis (Purcell, 1903)
- Ctenolophus spiricola (Purcell, 1903)

## Eucyrtops
Eucyrtops Pocock, 1897
- Eucyrtops eremaeus Main, 1957
- Eucyrtops latior (O. P.-Cambridge, 1877)
- Eucyrtops riparius Main, 1957

## Euoplos
Euoplos Rainbow, 1914
- Euoplos annulipes (C. L. Koch, 1841)
- Euoplos bairnsdale (Main, 1995)
- Euoplos ballidu (Main, 2000)
- Euoplos festivus (Rainbow & Pulleine, 1918)
- Euoplos hoggi (Simon, 1908)
- Euoplos inornatus (Rainbow & Pulleine, 1918)
- Euoplos mcmillani (Main, 2000)
- Euoplos ornatus (Rainbow & Pulleine, 1918)
- Euoplos similaris (Rainbow & Pulleine, 1918)
- Euoplos spinnipes Rainbow, 1914
- Euoplos tasmanicus (Hickman, 1928)
- Euoplos variabilis (Rainbow & Pulleine, 1918)
  - Euoplos variabilis flavomaculata (Rainbow & Pulleine, 1918)
- Euoplos victoriensis (Main, 1995)
- Euoplos zorodes (Rainbow & Pulleine, 1918)

## Galeosoma
Galeosoma Purcell, 1903
- Galeosoma coronatum Hewitt, 1915
  - Galeosoma coronatum sphaeroideum Hewitt, 1919
- Galeosoma crinitum Hewitt, 1919
- Galeosoma hirsutum Hewitt, 1916
- Galeosoma mossambicum Hewitt, 1919
- Galeosoma pallidum Hewitt, 1915
  - Galeosoma pallidum pilosum Hewitt, 1916
- Galeosoma planiscutatum Hewitt, 1919
- Galeosoma pluripunctatum Hewitt, 1919
- Galeosoma robertsi Hewitt, 1916
- Galeosoma schreineri Hewitt, 1913
- Galeosoma scutatum Purcell, 1903
- Galeosoma vandami Hewitt, 1915
  - Galeosoma vandami circumjunctum Hewitt, 1919
- Galeosoma vernayi Hewitt, 1935

## Genysa
Genysa Simon, 1889
- Genysa bicalcarata Simon, 1889
- Genysa decorsei (Simon, 1902)
- Genysa decorsei (Simon, 1902)

## Gorgyrella
Gorgyrella Purcell, 1902
- Gorgyrella hirschhorni (Hewitt, 1919)
- Gorgyrella inermis Tucker, 1917
- Gorgyrella namaquensis Purcell, 1902
- Gorgyrella schreineri Purcell, 1903
  - Gorgyrella schreiner minor (Hewitt, 1916)

## Heligmomerus
Heligmomerus Simon, 1892
- Heligmomerus astutus (Hewitt, 1915)
- Heligmomerus caffer Purcell, 1903
- Heligmomerus carsoni Pocock, 1897
- Heligmomerus deserti Pocock, 1901
- Heligmomerus jeanneli Berland, 1914
- Heligmomerus prostans Simon, 1892
- Heligmomerus somalicus Pocock, 1896
- Heligmomerus taprobanicus Simon, 1892

## Hiboka
Hiboka Fage, 1922
- Hiboka geayi Fage, 1922

## Idiops
Idiops Perty, 1833
- Idiops angusticeps (Pocock, 1899)
- Idiops argus Simon, 1889
- Idiops arnoldi Hewitt, 1914
- Idiops aussereri Simon, 1876
- Idiops barkudensis (Gravely, 1921)
- Idiops bersebaensis Strand, 1917
- Idiops biharicus Gravely, 1915
- Idiops bombayensis Siliwal, Molur & Biswas, 2005
- Idiops bonapartei Hasselt, 1888
- Idiops briodae (Schenkel, 1937)
- Idiops cambridgei Ausserer, 1875
- Idiops camelus (Mello-Leitão, 1937)
- Idiops castaneus Hewitt, 1913
- Idiops clarus (Mello-Leitão, 1946)
- Idiops constructor (Pocock, 1900)
- Idiops crassus Simon, 1884
- Idiops crudeni (Hewitt, 1914)
- Idiops curvicalcar Roewer, 1953
- Idiops curvipes (Thorell, 1899)
- Idiops damarensis Hewitt, 1934
- Idiops designatus O. P.-Cambridge, 1885
- Idiops fageli Roewer, 1953
- Idiops flaveolus (Pocock, 1901)
- Idiops fortis (Pocock, 1900)
- Idiops fossor (Pocock, 1900)
- Idiops fryi (Purcell, 1903)
- Idiops fulvipes Simon, 1889
- Idiops fuscus Perty, 1833
- Idiops garoensis (Tikader, 1977)
- Idiops gerhardti Hewitt, 1913
- Idiops germaini Simon, 1892
- Idiops gracilipes (Hewitt, 1919)
- Idiops grandis (Hewitt, 1915)
- Idiops gunningi Hewitt, 1913
  - Idiops gunningi elongatus Hewitt, 1915
- Idiops hamiltoni (Pocock, 1902)
- Idiops harti (Pocock, 1893)
- Idiops hepburni (Hewitt, 1919)
- Idiops hirsutipedis Mello-Leitão, 1941
- Idiops hirsutus (Hewitt, 1919)
- Idiops kanonganus Roewer, 1953
- Idiops kaperonis Roewer, 1953
- Idiops kazibius Roewer, 1953
- Idiops kentanicus (Purcell, 1903)
- Idiops lacustris (Pocock, 1897)
- Idiops lusingius Roewer, 1953
- Idiops madrasensis (Tikader, 1977)
- Idiops mafae Lawrence, 1927
- Idiops meadei O. P.-Cambridge, 1870
- Idiops melloleitaoi (Caporiacco, 1949)
- Idiops microps (Hewitt, 1913)
- Idiops monticola (Hewitt, 1916)
- Idiops monticoloides (Hewitt, 1919)
- Idiops mossambicus (Hewitt, 1919)
- Idiops munois Roewer, 1953
- Idiops neglectus L. Koch, 1875
- Idiops nigropilosus (Hewitt, 1919)
- Idiops ochreolus (Pocock, 1902)
- Idiops opifex (Simon, 1889)
- Idiops palapyi Tucker, 1917
- Idiops pallidipes Purcell, 1908
- Idiops parvus Hewitt, 1915
- Idiops petiti (Guérin, 1838)
- Idiops pirassununguensis Fukami & Lucas, 2005
- Idiops prescotti Schenkel, 1937
- Idiops pretoriae (Pocock, 1898)
- Idiops pulcher Hewitt, 1914
- Idiops pulloides Hewitt, 1919
- Idiops pullus Tucker, 1917
- Idiops pungwensis Purcell, 1904
- Idiops pylorus Schwendinger, 1991
- Idiops rastratus (O. P.-Cambridge, 1889)
- Idiops robustus (Pocock, 1898)
- Idiops rohdei Karsch, 1886
- Idiops royi Roewer, 1961
- Idiops santaremius (F. O. P.-Cambridge, 1896)
- Idiops schenkeli Lessert, 1938
- Idiops schreineri (Hewitt, 1916)
- Idiops siolii (Bücherl, 1953)
- Idiops straeleni Roewer, 1953
- Idiops striatipes Purcell, 1908
- Idiops sylvestris (Hewitt, 1925)
- Idiops syriacus O. P.-Cambridge, 1870
- Idiops thorelli O. P.-Cambridge, 1870
- Idiops upembensis Roewer, 1953
- Idiops vandami (Hewitt, 1925)
- Idiops versicolor (Purcell, 1903)
- Idiops wittei Roewer, 1953
- Idiops yemenensis Simon, 1890

## Idiosoma
Idiosoma Ausserer, 1871
- Idiosoma hirsutum Main, 1952
- Idiosoma nigrum Main, 1952
- Idiosoma sigillatum (O. P.-Cambridge, 1870)

## Misgolas
Misgolas Karsch, 1878
- Misgolas andrewsi (Hogg, 1902)
- Misgolas baehrae Wishart & Rowell, 2008
- Misgolas beni Wishart, 2006
- Misgolas billsheari Wishart & Rowell, 2008
- Misgolas biroi (Kulczynski, 1908)
- Misgolas bithongabel Raven & Wishart, 2006
- Misgolas browningi Wishart & Rowell, 2008
- Misgolas campbelli Wishart & Rowell, 2008
- Misgolas cliffi Wishart, 2006
- Misgolas crawfordorum Wishart & Rowell, 2008
- Misgolas crispus (Karsch, 1878)
- Misgolas davidwilsoni Wishart & Rowell, 2008
- Misgolas dereki Wishart, 1992
- Misgolas dougweiri Wishart & Rowell, 2008
- Misgolas echo Raven & Wishart, 2006
- Misgolas elegans (Rainbow & Pulleine, 1918)
- Misgolas fredcoylei Wishart & Rowell, 2008
- Misgolas gracilis (Rainbow & Pulleine, 1918)
- Misgolas grayi Wishart & Rowell, 2008
- Misgolas helensmithae Wishart & Rowell, 2008
- Misgolas hirsutus (Rainbow & Pulleine, 1918)
- Misgolas kirstiae Wishart, 1992
- Misgolas linklateri Wishart & Rowell, 2008
- Misgolas lynabra Wishart, 2006
- Misgolas macei Wishart & Rowell, 2008
- Misgolas maculosus (Rainbow & Pulleine, 1918)
- Misgolas mascordi Wishart, 1992
- Misgolas maxhicksi Wishart & Rowell, 2008
- Misgolas melancholicus (Rainbow & Pulleine, 1918)
- Misgolas mestoni (Hickman, 1928)
- Misgolas michaeli Wishart, 2006
- Misgolas millidgei Wishart & Rowell, 2008
- Misgolas monteithi Raven & Wishart, 2006
- Misgolas mudfordae Wishart & Rowell, 2008
- Misgolas ornatus (Rainbow, 1914)
- Misgolas papillosus (Rainbow & Pulleine, 1918)
- Misgolas rapax Karsch, 1878
- Misgolas raveni Wishart & Rowell, 2008
- Misgolas robertsi (Main & Mascord, 1974)
- Misgolas rodi Wishart, 2006
- Misgolas sydjordanae Wishart & Rowell, 2008
- Misgolas taiti Wishart & Rowell, 2008
- Misgolas tarnawskiae Wishart & Rowell, 2008
- Misgolas thompsonae Wishart & Rowell, 2008
- Misgolas trangae Wishart, 2006
- Misgolas villosus (Rainbow, 1914)
- Misgolas watsonorum Wishart & Rowell, 2008
- Misgolas wayorum Wishart, 2006
- Misgolas weigelorum Wishart & Rowell, 2008
- Misgolas yorkmainae Wishart & Rowell, 2008

## Neocteniza
Neocteniza Pocock, 1895
- Neocteniza australis Goloboff, 1987
- Neocteniza chancani Goloboff & Platnick, 1992
- Neocteniza coylei Goloboff & Platnick, 1992
- Neocteniza fantastica Platnick & Shadab, 1976
- Neocteniza malkini Platnick & Shadab, 1981
- Neocteniza mexicana F. O. P.-Cambridge, 1897
- Neocteniza minima Goloboff, 1987
- Neocteniza myriamae Bertani, Fukushima & Nagahama, 2006
- Neocteniza occulta Platnick & Shadab, 1981
- Neocteniza osa Platnick & Shadab, 1976
- Neocteniza paucispina Platnick & Shadab, 1976
- Neocteniza platnicki Goloboff, 1987
- Neocteniza pococki Platnick & Shadab, 1976
- Neocteniza sclateri Pocock, 1895
- Neocteniza spinosa Goloboff, 1987
- Neocteniza subirana Platnick & Shadab, 1976
- Neocteniza toba Goloboff, 1987

## Prothemenops
Prothemenops Schwendinger, 1991
- Prothemenops siamensis Schwendinger, 1991

## Scalidognathus
Scalidognathus Karsch, 1891
- Scalidognathus montanus (Pocock, 1900)
- Scalidognathus oreophilus Simon, 1892
- Scalidognathus radialis (O. P.-Cambridge, 1869)
- Scalidognathus seticeps Karsch, 1891

## Segregara
Segregara Tucker, 1917
- Segregara abrahami (Hewitt, 1913)
- Segregara transvaalensis (Hewitt, 1913)
  - Segregara transvaalensis paucispinulosus (Hewitt, 1915)

## Titanidiops
Titanidiops Simon, 1903
- Titanidiops canariensis Wunderlich, 1992
- Titanidiops compactus (Gerstäcker, 1873)
- Titanidiops maroccanus Simon, 1909